# Ervín Szala
Ervín Szala [šala] (26. prosince 1935 Třinec – 7. července 2014 tamtéž) byl český fotbalový obránce.

## Hráčská kariéra
V československé lize hrál v sezoně 1963/64 za Třinecké železárny, neskóroval (17.08.1963–10.05.1964).

### Ligová bilance
| Ročník             | Zápasy | Góly | Minuty | Klub         |
| ------------------ | ------ | ---- | ------ | ------------ |
| II. liga 1962/63   | –      | –    | –      | TJ TŽ Třinec |
| I. liga 1963/64    | 14     | 0    | 1 133  | TJ TŽ Třinec |
| CELKEM I. ČS. LIGA | 14     | 0    | 1 133  |              |